# Saint-Gonlay
Saint-Gonlay es una comuna francesa situada en el departamento de Ille-et-Vilaine, en la región de Bretaña.

## Geografía
La comuna está situada en el límite entre Montfort-sur-Meu y Plélan-le-Grand, de los que está sujeta a influencias cruzadas.
El relieve ha dado lugar a asentamientos privilegiados a lo largo de los cursos de agua (río Comper y arroyo de Boutavent), donde se encuentran las casas más bellas.
Las colinas desiertas de Lorinou conservan vestigios de asentamientos medievales, incluso desde la antigüedad. El hábitat está disperso y las raras aldeas se componen de la yuxtaposición de dos o tres grandes granjas. La localidad cumplió con esta definición hasta el siglo XIX.

## Historia
Se han encontrado en la zona importantes vestigios del período mesolítico (entre 10.000 y 5000 a. C.).
Aparentemente el nombre “Gonlay” deriva de “Gundlé”, que fue rey de Clamorgan, en Gales.
El primer rastro escrito de la localidad data de 1124. En el documento consta la donación por Guillaume II de Montfort de la iglesia de Saint-Gonlay en beneficio del priorato de Thélhouet, del que dependería hasta la Revolución.
A pesar de esta dependencia, la parroquia fue administrada por monjes y luego sacerdotes de la abadía de Saint-Jacques de Montfort (orden agustina).

## Demografía
| 376 | 329 | 304 | 296 | 280 | 274 | 379 |
| Para los censos de 1962 a 1999 la población legal corresponde a la población sin duplicidades (Fuente: INSEE [Consultar]) |     |     |     |     |     |     |